# Ocean Isle Beach
Ocean Isle Beach – miasto w Stanach Zjednoczonych, w stanie Karolina Północna, w hrabstwie Brunswick.